# Decaisnina angustata
Decaisnina angustata é uma espécie de planta com flores, uma planta hemiparasitária epifítica da família Loranthaceae, nativa do Território do Norte e do norte da Austrália Ocidental.